# 카일 에이베어
카일 헨리 에이베어(영어: Kyle Henry Hebert, 1969년 6월 14일 ~ )는 미국의 성우이다. 일본 애니메이션과 비디오 게임 더빙을 주로 하고 있다. 대표적인 배역으로 《블리치》의 아이젠 소스케 역, 《천원돌파 그렌라간》의 카미나 역, 스트리트 파이터 시리즈의 류 역 등이 있다.

## 출연 작품
- 빅풋 주니어 2: 패밀리가 떴다 (2020년)